# Vaidas Slavickas
Vaidas Slavickas (Marijampolė, 26 de febrero de 1986) es un futbolista lituano que juega en la demarcación de defensa para el FK Sūduva de la A Lyga.

## Selección nacional
Tras jugar con la selección de fútbol sub-21 de Lituania, finalmente debutó con la selección absoluta el 22 de noviembre de 2008. Lo hizo en un partido amistoso contra Estonia que finalizó con un resultado de empate a uno tras el gol de Sander Puri para Estonia, y de Vitalijus Kavaliauskas para Lituania.

## Clubes
| Club                     | País     | Año       | Partidos | Goles |
| ------------------------ | -------- | --------- | -------- | ----- |
| FK Sūduva                | Lituania | 2005-2012 | 210      | 9     |
| FK Ekranas               | Lituania | 2013      | 33       | 1     |
| FC Ceahlăul Piatra Neamț | Rumania  | 2014-2015 | 25       | 0     |
| FK Sūduva                | Lituania | 2015-     | 135      | 12    |

## Palmarés

### Campeonatos nacionales
| Título                | Club      | País     | Año  |
| --------------------- | --------- | -------- | ---- |
| A Lyga                | FK Sūduva | Lituania | 2017 |
| A Lyga                | FK Sūduva | Lituania | 2018 |
| Supercopa de Lituania | FK Sūduva | Lituania | 2009 |
| Supercopa de Lituania | FK Sūduva | Lituania | 2018 |
| Supercopa de Lituania | FK Sūduva | Lituania | 2019 |
| Copa de Lituania      | FK Sūduva | Lituania | 2006 |
| Copa de Lituania      | FK Sūduva | Lituania | 2009 |